# Yantra

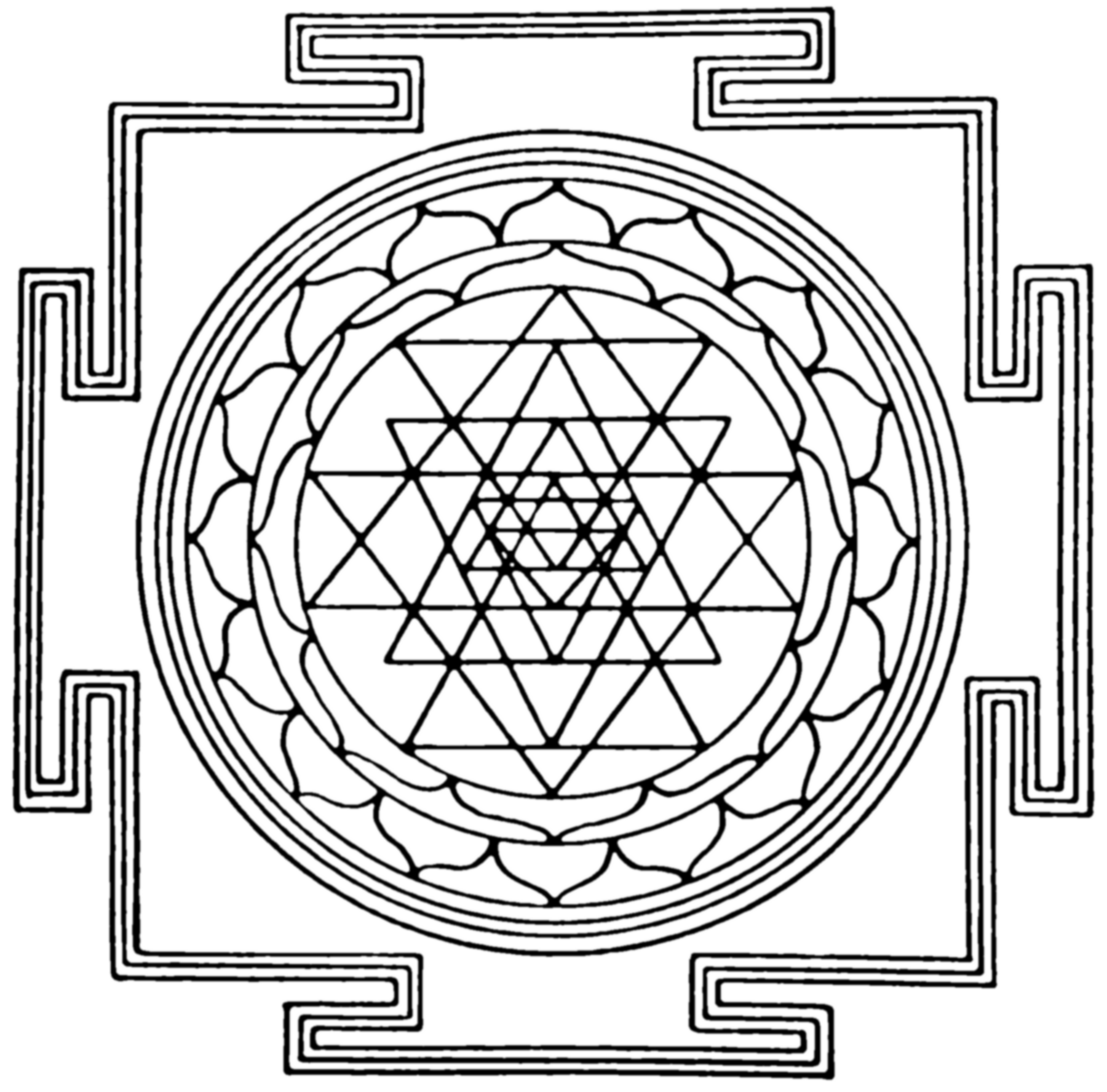
Lo Śrīcakra (anche Śrīyantra) secondo lo Nityāṣoḍas̄ikārṇava. Questo yantra è proprio del culto della dea Tripurasundarī ("Bella dei tre mondi"), di cui esso rappresenta la forma cosmica, che la scuola tantra detta dello Śrīvidyā considera divinità suprema. È costituito dall'incrocio di due insieme di triangoli, quattro con i vertici indirizzati verso l'alto, a rappresentare il principio maschile, quindi Śiva, e cinque con i vertici rivolti verso il basso, che rappresentano Śakti, quindi il principio femminile. Lo Śrīcakra è modellato per offrire una visione della unitarietà dell'esistenza di cui fa parte lo stesso meditante.

Con il sostantivo neutro sanscrito yantra (devanāgarī: यन्त्र्) si indica in quella lingua un diagramma mistico o un amuleto mistico.

## Etimologia
Il termine ha origine con il significato di "strumento", "veicolo", "bardatura" (dalla radice verbale sanscrita yam) ed è correlabile all'antico iranico ricostruito *janθtra.

## Definizione
L'uso degli  yantra è inerente alla pratica del Tantra. In quel contesto, ogni yantra è unico, quindi associato a un determinato potere o a un particolare rituale, possedendo anche un mantra corrispondente che viene pronunciato nel corso di una pratica meditativa o di un rito religioso.
In generale, ogni figura divina ha il proprio yantra. In qualità di stigmi o segni geometrici vengono impiegati nella religiosità popolare anche come amuleti o talismani portafortuna e beneaguranti. Vengono anche tracciati sul terreno o sui muri delle case in "stile mosaico" con colori naturali.

### Maṇḍala,yantraecakra
Nell'ambito del significato di "diagramma mistico" va rilevato che nell'importante testo Maṇḍalas and Yantras in the Hindu Traditions curato dall'indologo austriaco Gudrun Bühnemann, con i contributi di Hélène Brunner, Michael W. Meister, André Padoux, Marion Rastelli e Judit Törzsök, pubblicato nel 2003 nella Brill’s Indological Library e citato come unica integrazione bibliografica alla voce Maṇḍala nella seconda edizione della Encyclopedia of Religion a firma di Peter Gaeffke, lo studioso austriaco dedica il capitolo Maṇḍala, yantra and cakra: some observations a una accurata disamina di tutta la letteratura per individuare i confini semantici di questi termini sanscriti.
Dapprima Bühnemann osserva che «i termini cakra e yantra sono utilizzati a volte come sinonimi di maṇḍala, e tutti e tre questi termini sono spesso tradotti in modo indiscriminato come "diagrammi (mistici)"». In effetti, nota l'indologo austriaco, tutti e tre i termini si sovrappongono nell'indicare dei disegni geometrici e sia gli studiosi occidentali che gli stessi testi sanscriti più tardi finiscono per usarli come sinonimi.
Dopo un'attenta disamina dei contraddittori tentativi di definizione classificatoria presentati in tutta la letteratura (tra gli altri vengono esaminate le proposte di Stella Kramrisch, Gösta Liebert, Giuseppe Tucci, Louis Renou, Jean Filliozat, Mircea Eliade, T. A. Gopinatha Rao, Ronald M. Bernier, Heinrich Zimmer, Peter Gaeffke, John Woodroffe, S. Shankanarayanan, Philipp H. Pott e Anne Vergati) Bühnemann conclude che: «Non è possibile riassumere tutti i tentativi di definire "maṇḍala", "yantra" e "cakra" nella letteratura. L'uso e le funzioni di questi termini sono complessi e sarà impossibile arrivare a una definizione universalmente valida. Dovrebbe essere necessario studiare approfonditamente l'uso dei termini nei testi dei diversi sistemi religiosi e nei diversi periodi storici per determinare come i termini siano stati impiegati dai differenti autori e come l'uso di questi termini è cambiato nel tempo».

## Galleria d'immagini

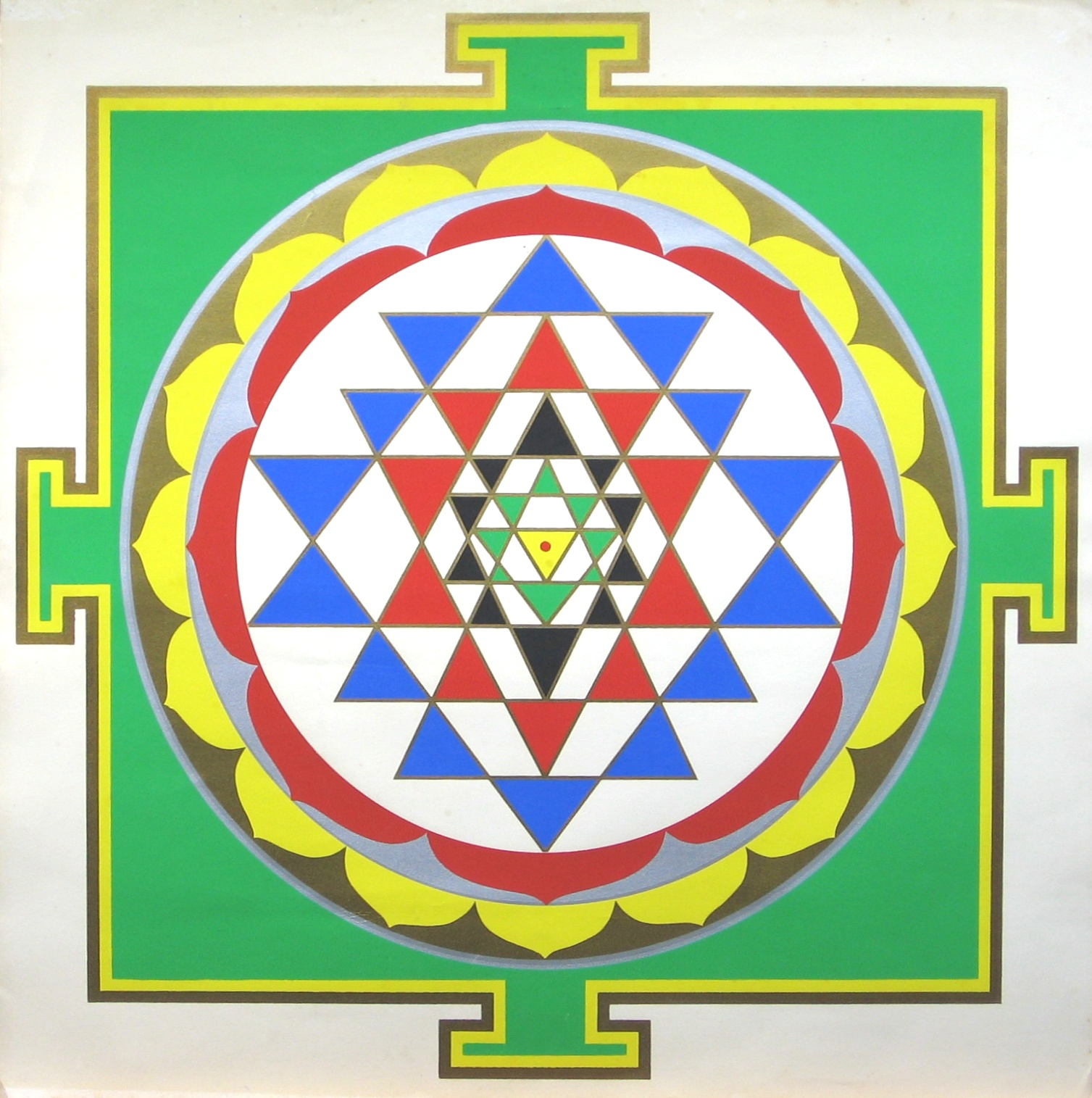
sri chakra
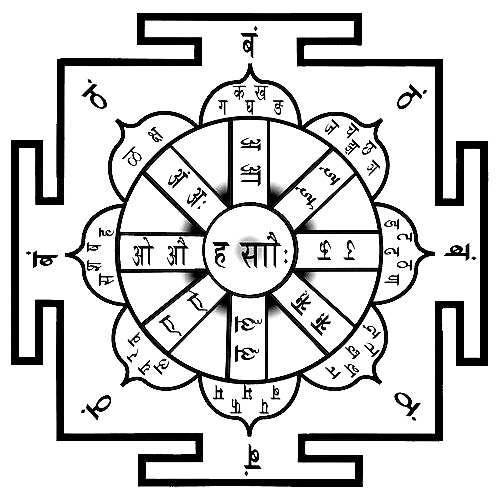
ashta matruka yantra
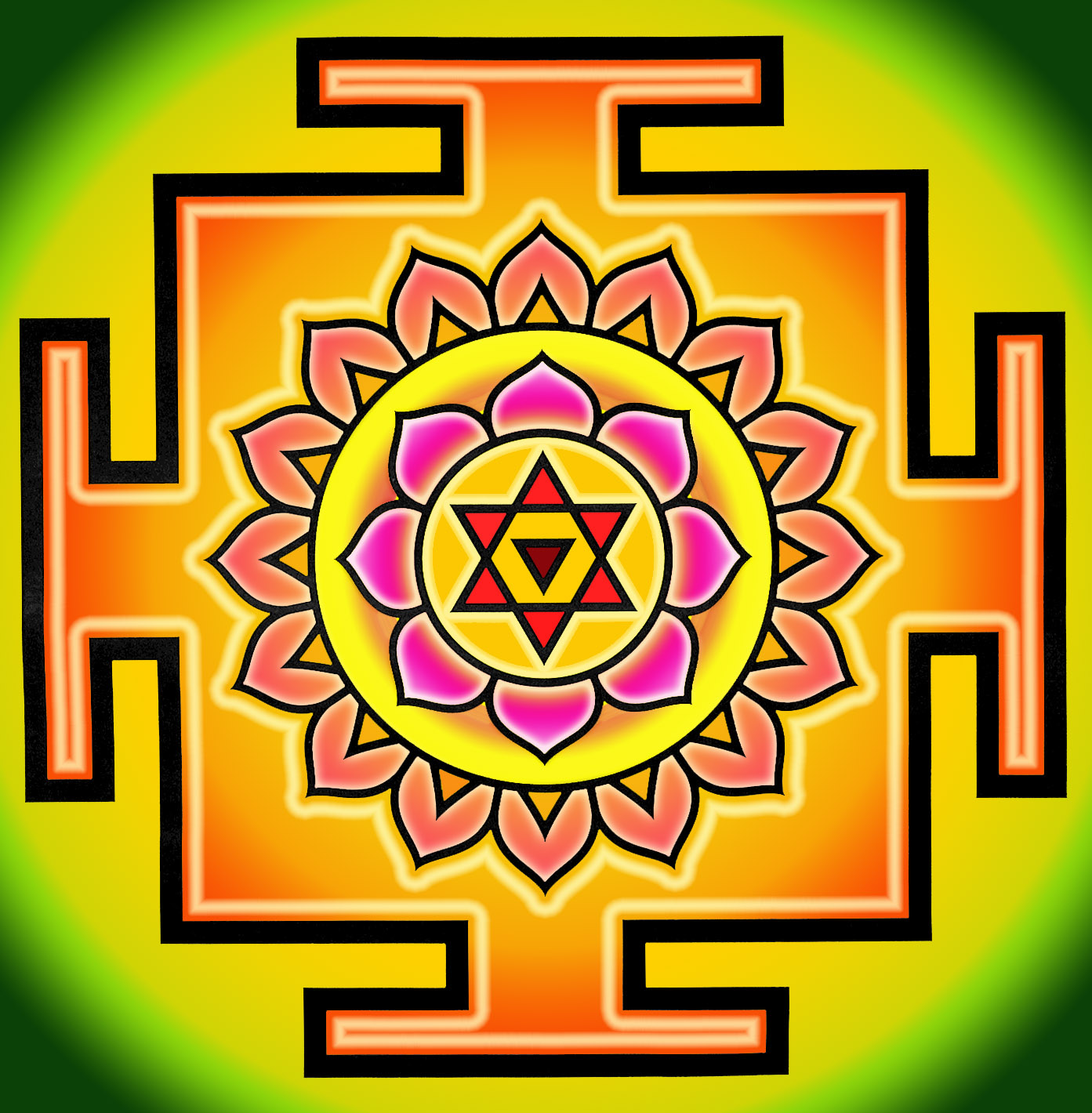
bahalamukhu yantra
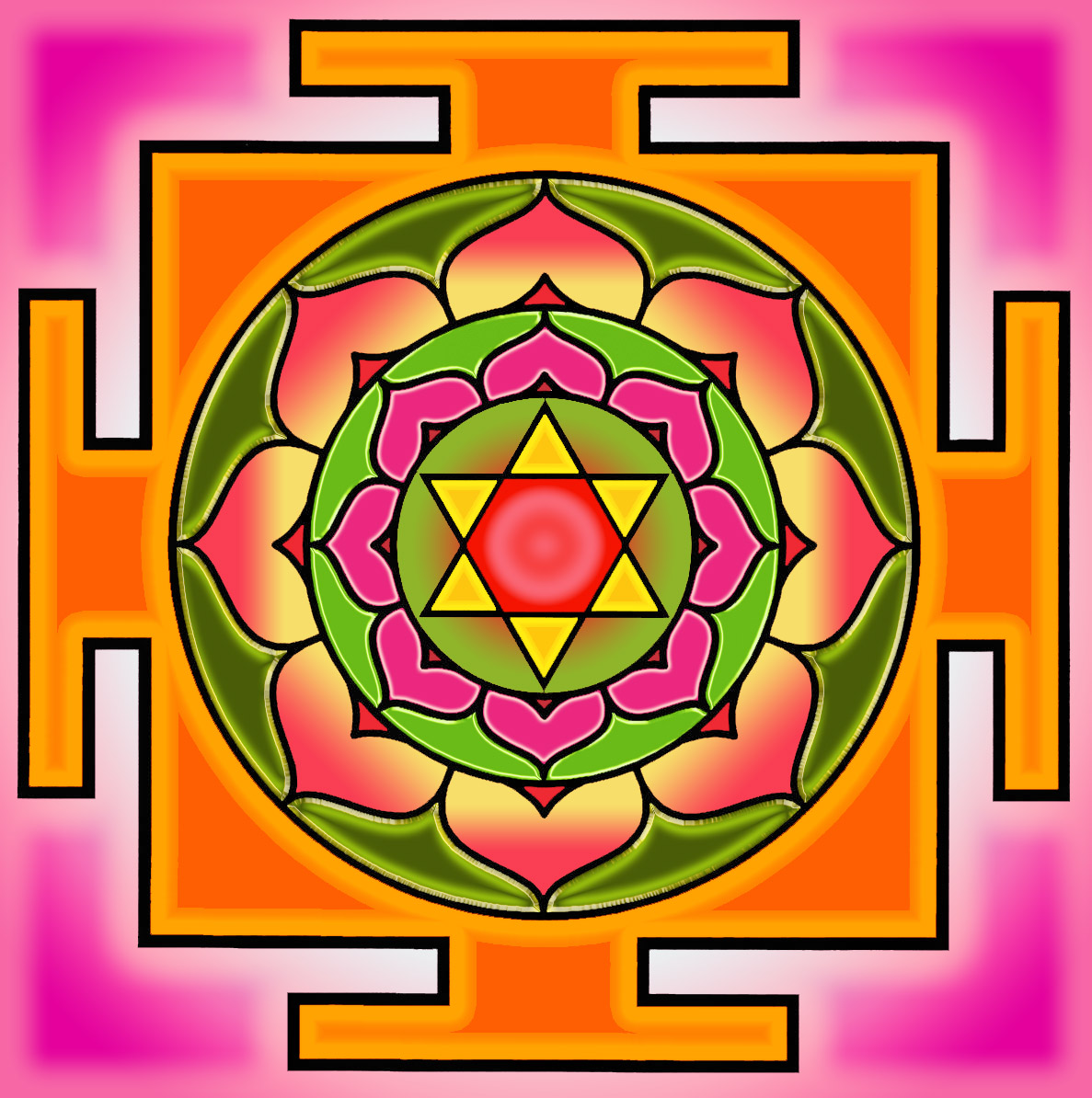
bhuvaneswari yantra
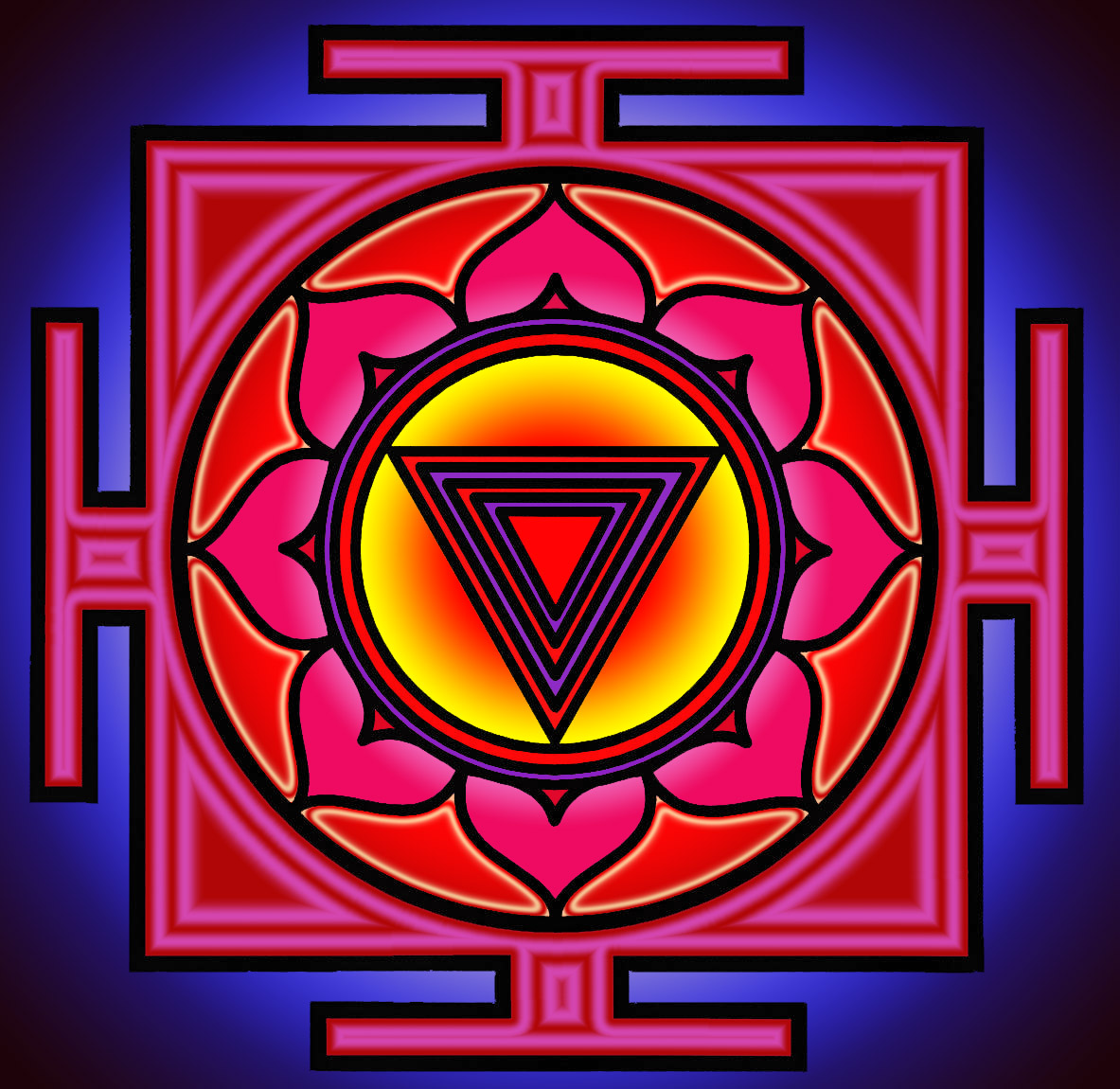
kali yantra
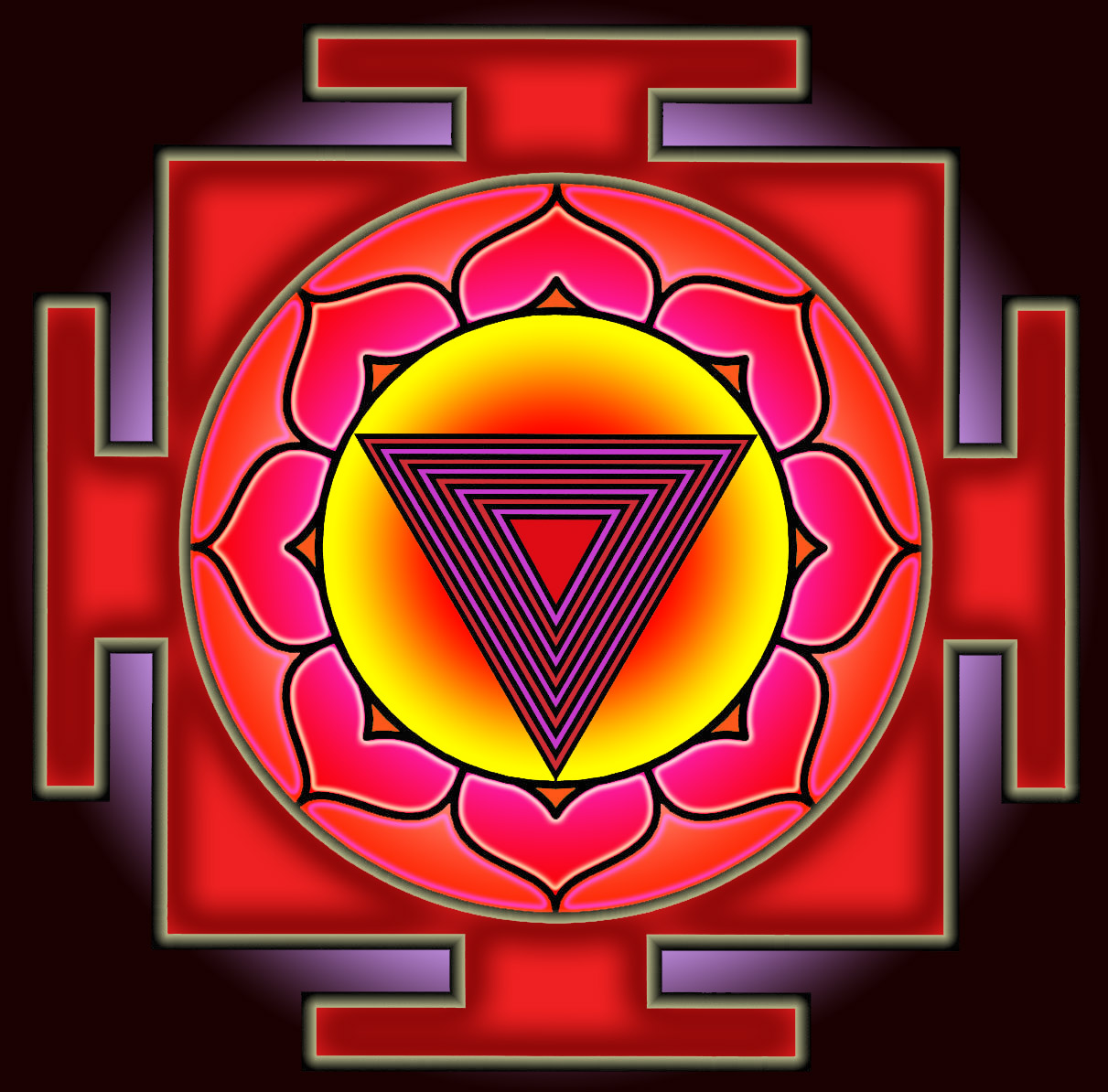
tripurabhairava yantra
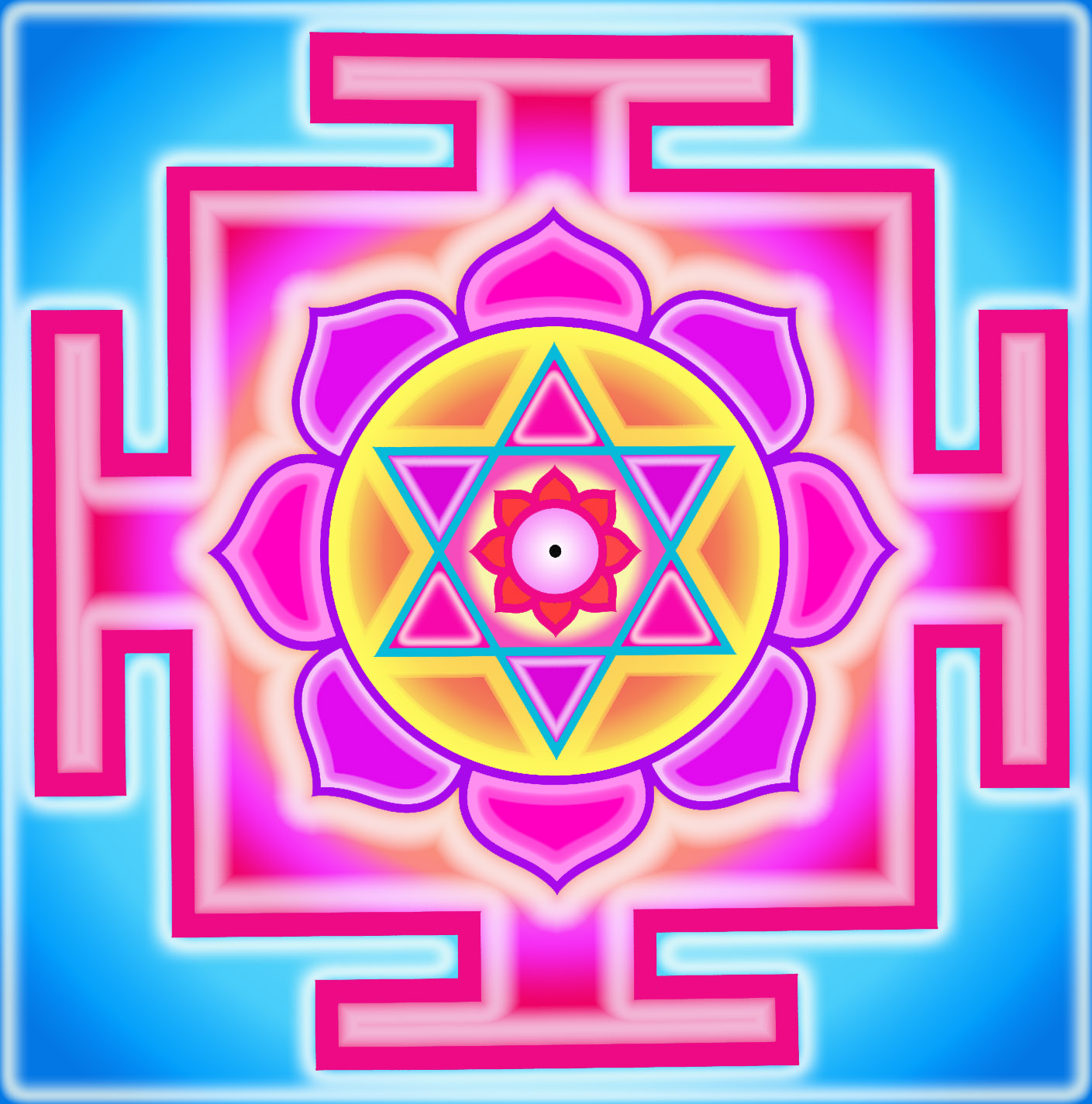
kamana yantra
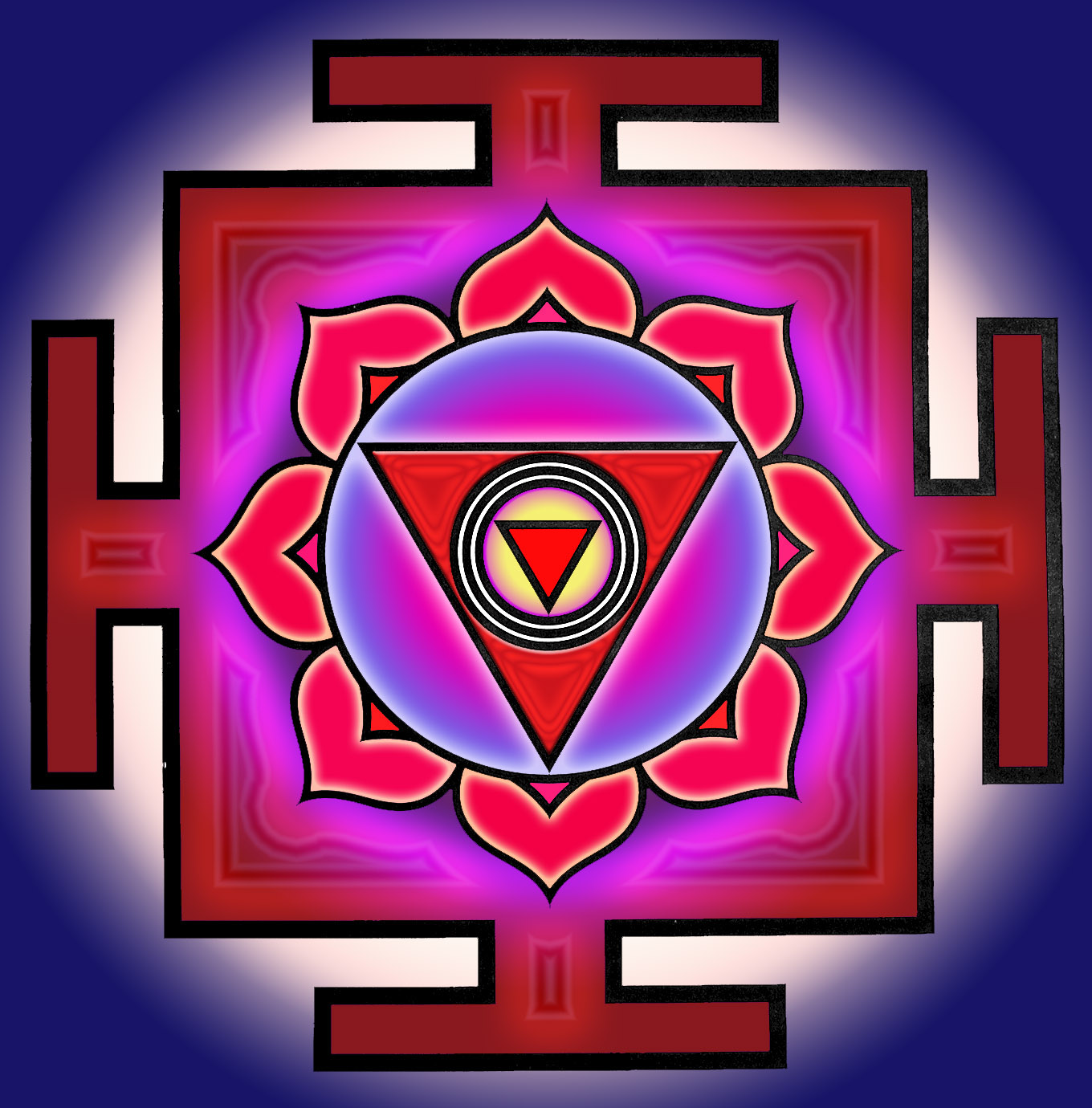
chinnamasta yantra
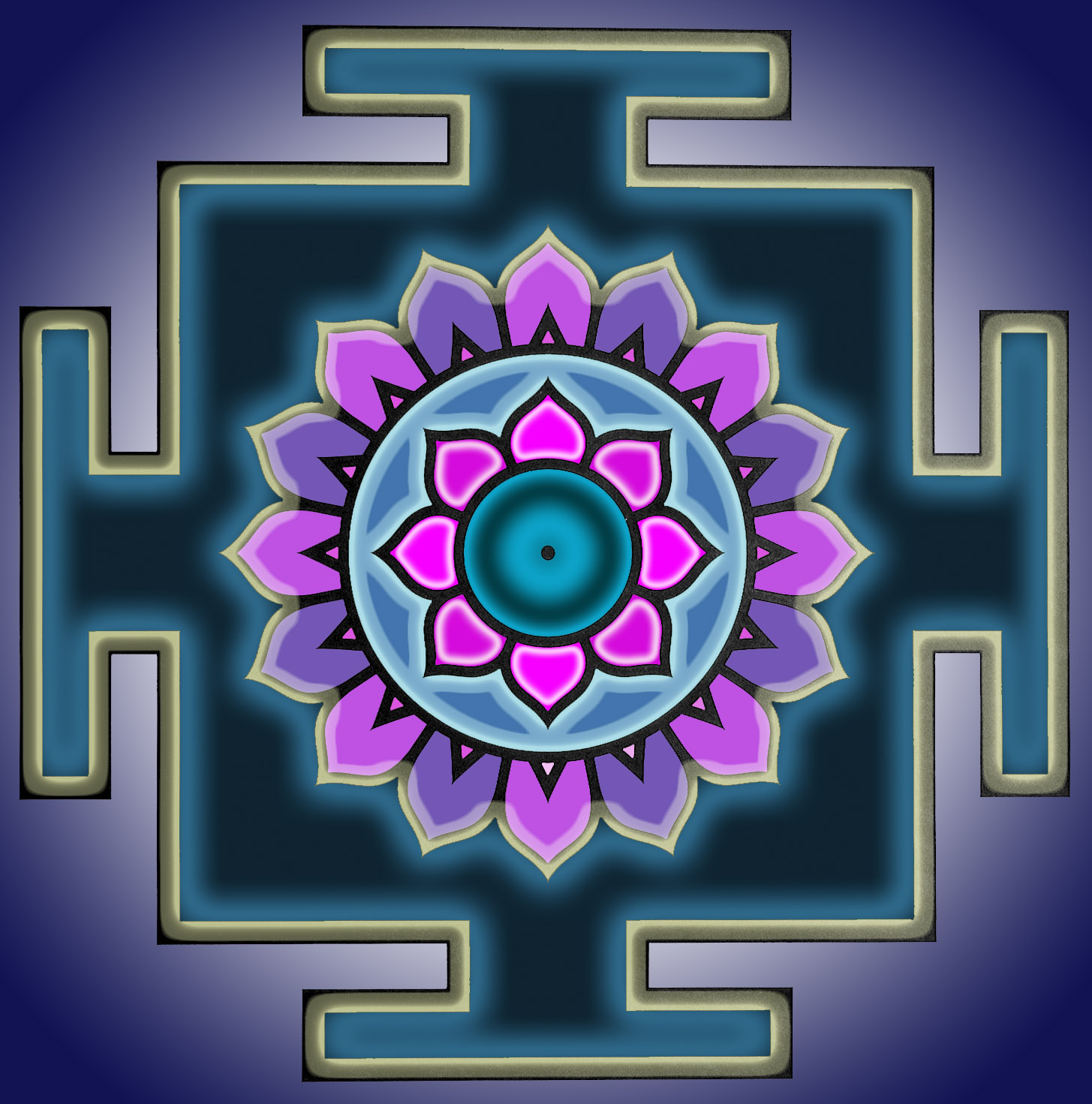
dhoomavathi yantra